# Flavius Sallustius
Flavius Sallustius war ein spätantiker römischer Politiker des 4. Jahrhunderts unter Kaiser Julian. 
Sallustius war ein enger Vertrauter Kaiser Julians. Bereits im Jahr 361, als Julian noch als Caesar in Gallien wirkte und sich auf den Machtkampf mit Kaiser Constantius II. vorbereitete, wurde Sallustius zum Praefectus praetorio Galliarum ernannt. Er war Mitglied des kaiserlichen Beratergremiums (consistorium).
Im Jahr 363 wurde Sallustius von Julian zum Konsul ernannt, zusammen mit dem Kaiser selbst. Während Julians Feldzug gegen das Sassanidenreich war Sallustius zunächst aktiv beteiligt. Ammianus Marcellinus berichtet, dass Sallustius „Kundschafter entsandte, um die Beschaffenheit der Wege und Orte sorgfältiger zu untersuchen.“ Später jedoch bat Sallustius, vermutlich aufgrund von Erschöpfung oder Krankheit, darum, den Feldzug verlassen zu dürfen, was ihm gewährt wurde. Libanios beschreibt Sallustius bereits als älteren Mann.
Obwohl Sallustius selbst Heide war und Julians heidnische Reformen unterstützte, zeigte er eine gemäßigte Haltung gegenüber Christen. Ammianus Marcellinus berichtet dazu: „Während dieser Zeit ordnete Sallustius aus Gründen der Mäßigung an, dass die Christen, von denen viele bereits am kaiserlichen Hof tätig waren, nicht verfolgt, sondern lediglich aus ihren Ämtern entfernt werden sollten, damit unter dem Vorwand der Religion keine Gelegenheit gegeben würde, Feinden Schaden zuzufügen.“
Eine aus Rom stammende Inschrift lobt Sallustius für seine Gerechtigkeit (aequitas) und Treue (fides) sowie für seine Tugenden (virtus) und Verdienste (merita). Die Provinzen Hispaniens haben diese Ehrung auf kaiserlichen Befehl (iussione sacra) durch Gesandte (legati) vorgenommen.
„Dem Flavius Sallustius, einem hochberühmten Mann (vir clarissimus), ordentlicher Konsul, Prätorianerpräfekt, comes (Gefährte des Kaisers), Mitglied des kaiserlichen Rates, Statthalter (vicarius) der Stadt Rom (und der Diözese Italia Suburbicaria), Statthalter von Hispanien, Verwalter der fünf Provinzen, voll von Gerechtigkeit und Treue, aufgrund seiner Tugend und seiner Verdienste zum Ruhm, haben die Provinzen Hispaniens auf kaiserlichen Befehl durch Gesandte dies gewidmet. Gewidmet am 5. Tag vor den Kalenden des Juni (28. Mai) unter den Konsuln, dem göttlichen Jovian Augustus und Varronianus (364).“
Zuweilen wird Flavius Sallustius in der Forschung mit dem neuplatonischen Philosophen Salustios identifiziert. Üblicher ist jedoch eine Identifikation des Philosophen mit Saturninius Secundus Salutius.